# Parides klagesi
Parides klagesi är en fjärilsart som först beskrevs av Matthias Ehrmann 1904.  Parides klagesi ingår i släktet Parides och familjen riddarfjärilar. IUCN kategoriserar arten globalt som otillräckligt studerad. Inga underarter finns listade i Catalogue of Life.

## Bildgalleri

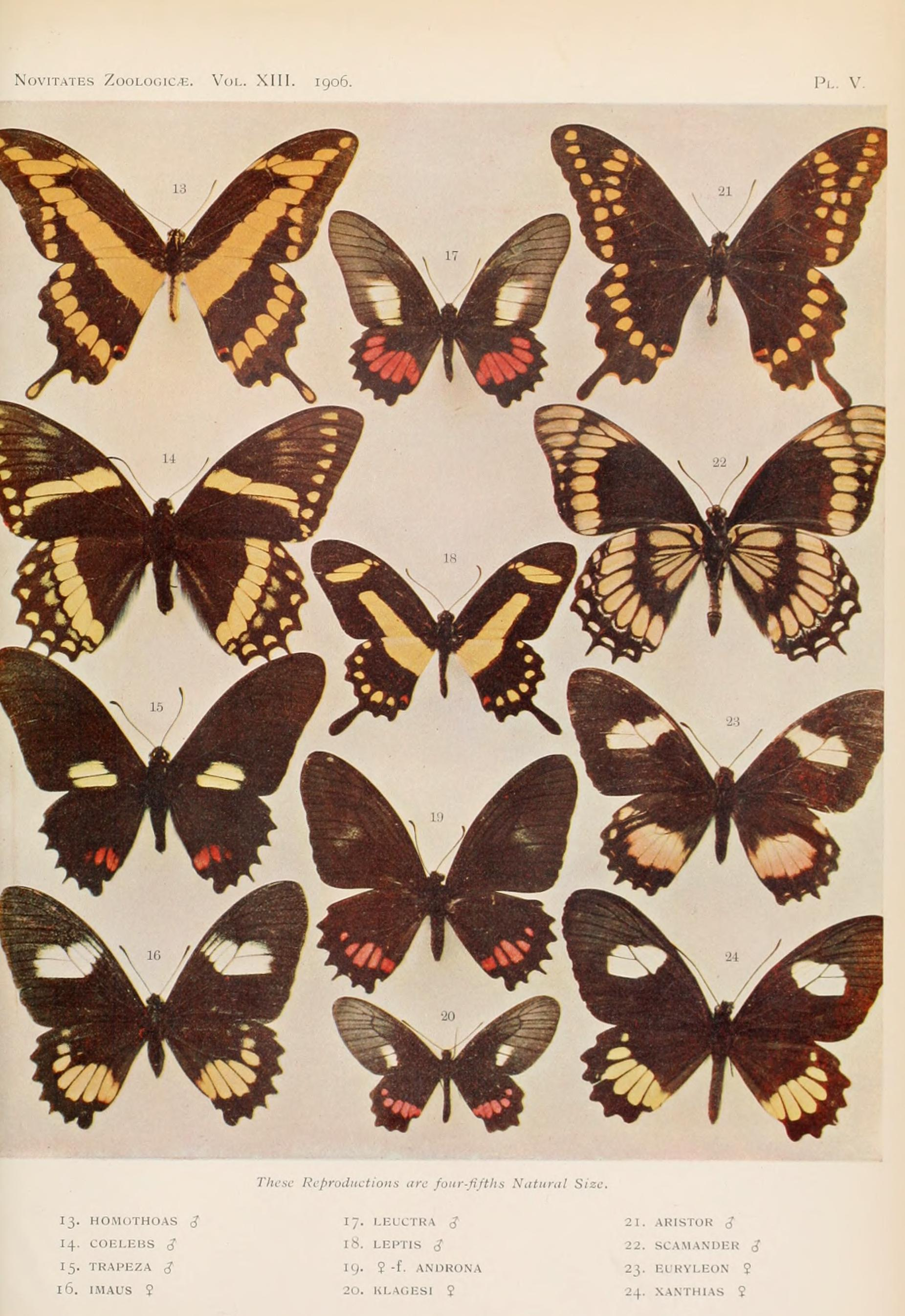